# サウスイースタン映画批評家協会
サウスイースタン映画批評家協会（Southeastern Film Critics Association, 略称: SEFCA）は、アメリカ合衆国南東部（アラバマ州、ジョージア州、サウスカロライナ州、ノースカロライナ州、テネシー州、バージニア州）を拠点とする映画批評家協会である。

## サウスイースタン映画批評家協会賞
協会は毎年、サウスイースタン映画批評家協会賞（Southeastern Film Critics Association Awards）を取り行っている。

### 部門
- 主演男優賞
- 主演女優賞
- アニメ映画賞 (2005-)
- 監督賞
- ドキュメンタリー映画賞
- 作品賞
- 外国語映画賞 (1997-)
- オリジナル脚本賞 (1997-)
- 脚色賞 (1997-)
- 助演男優賞
- 助演女優賞

### 授賞式
| - 1992年 - 第1回 - 1993年 - 第2回 - 1994年 - 第3回 - 1995年 - 第4回 - 1996年 - 第5回 - 1997年 - 第6回 - 1998年 - 第7回 - 1999年 - 第8回 - 2000年 - 第9回 - 2001年 - 第10回 | - 2002年 - 第11回 - 2003年 - 第12回 - 2004年 - 第13回 - 2005年 - 第14回 - 2006年 - 第15回 - 2007年 - 第16回 - 2008年 - 第17回 - 2009年 - 第18回 - 2010年 - 第19回 - 2011年 - 第20回 | - 2012年 - 第21回 - 2013年 - 第22回 - 2014年 - 第23回 - 2015年 - 第24回 - 2016年 - 第25回 - 2017年 - 第26回 - 2018年 - 第27回 - 2019年 - 第28回 - 2020年 - 第29回 - 2021年 - 第30回 | - 2022年 - 第31回 - 2023年 - 第32回 - 2024年 - 第33回 |  |

### 受賞数統計
5部門受賞
- 『サイドウェイ』 (2004): 作品賞、助演男優賞、助演女優賞、監督賞、オリジナル脚本賞

4部門受賞
- 『ノーカントリー』 (2007): 作品賞、助演男優賞、監督賞、脚色賞
- 『アメリカン・ビューティー』 (1999): 作品賞、主演男優賞、監督賞、脚色賞
- 『L.A.コンフィデンシャル』 (1997年の映画): 作品賞、助演女優賞、監督賞、脚色賞

3部門受賞
- 『英国王のスピーチ』 (2010): 主演女優賞、助演男優賞、オリジナル脚本賞
- 『ソーシャル・ネットワーク』 (2010): アンサンブル賞、監督賞、脚色賞
- 『マイレージ、マイライフ』 (2009): 作品賞、主演男優賞、脚色賞
- 『ミルク』 (2008): 作品賞、主演男優賞、オリジナル脚本賞
- 『ディパーテッド』 (2006): 作品賞、監督賞、脚色賞
- 『ブロークバック・マウンテン』 (2005): 作品賞、監督賞、脚色賞
- 『アダプテーション』 (2002): 助演男優賞、助演女優賞、脚色賞
- 『あの頃ペニー・レインと』 (2000): 作品賞、助演女優賞、オリジナル脚本賞
- 『トラフィック』 (2000): 助演男優賞、監督賞、脚色賞
- 『アポロ13』 (1995): 作品賞、助演男優賞、監督賞
- 『ピアノ・レッスン』 (1993): 作品賞、主演女優賞、監督賞

2部門受賞
- 『トゥルー・グリット』 (2010): 助演女優賞、撮影賞
- 『スラムドッグ$ミリオネア』 (2008): 監督賞、脚色賞
- 『ロスト・イン・トランスレーション』 (2003): 主演男優賞、オリジナル脚本賞
- 『ミスティック・リバー』 (2003): 助演男優賞、脚色賞
- 『ロード・オブ・ザ・リング/王の帰還』 (2003): 作品賞、監督賞
- 『エデンより彼方に』 (2002): 主演女優賞、主演女優賞、
- 『ギャング・オブ・ニューヨーク』 (2002): 主演女優賞、監督賞
- 『イン・ザ・ベッドルーム』 (2001): 主演女優賞、助演女優賞
- 『メメント』 (2001): 作品賞、オリジナル脚本賞
- 『ロード・オブ・ザ・リング』 (2001): 監督賞、脚色賞
- 『プライベート・ライアン』 (1998): 作品賞、監督賞
- 『恋愛小説家』 (1997): 助演女優賞、オリジナル脚本賞
- 『ファーゴ』 (1996): 作品賞、主演女優賞
- 『パルプ・フィクション』 (1994): 作品賞、監督賞
- 『ハワーズ・エンド』 (1992): 作品賞、主演女優賞